# Echinopla wardi
Echinopla wardi (лат.) — вид муравьёв рода Echinopla из подсемейства формицины (Formicinae, Camponotini). Встречаются в Юго-Восточной Азии (западная Малайзия, Endau Rompin National Park).

## Описание
Среднего размера муравьи чёрного цвета (ноги светлее). Длина рабочих от 3,8 до 4,3 мм. Длина головы рабочих от 1,01 до 1,07 мм. Длина скапуса усика 0,96 мм. Отличается полипоровой структурой поверхности тела, сходной с порами кораллов. Голова субтрапециевидная, брюшко округлой формы. Переднеспинка широкая с угловатыми плечами. Тело покрыто многочисленными и длинными светлыми щетинками. Покровы плотные, с морщинками или грубой крупной пунктировкой. Заднегрудка округлая без проподеальных зубцов, однако петиоль несёт сверху несколько шипиков. Усики у самок и рабочих 12-члениковые (у самцов усики состоят из 13 сегментов). Жвалы рабочих с 5 зубцами. Нижнечелюстные щупики 6-члениковые, нижнегубные щупики состоят из 4 сегментов. Голени средних и задних ног с одной апикальной шпорой. Стебелёк между грудкой и брюшком состоит из одного сегмента (петиоль). Вид был впервые описан в 2015 году австрийскими мирмекологами Herbert Zettel и Alice Laciny (Zoological Department, Natural History Museum, Вена, Австрия) и назван в честь американского мирмеколога Фила Уарда (Phil S. Ward,  University of California, США), собравшего типовую серию.